# Chicago Sun-Times
El Chicago Sun-Times és un diari sense ànim de lucre publicat a Chicago, Illinois, Estats Units. Des del 2022, és el diari insígnia de Chicago Public Media, i ha mantingut durant molt de temps el segon diari de major circulació entre els diaris de Chicago, després del Chicago Tribune.
El Sun-Times va ser el resultat de la fusió el 1948 dels diaris Chicago Sun, propietat de Marshall Field III, i Chicago Daily Times. Els periodistes del diari han rebut vuit premis Pulitzer, principalment a la dècada de 1970; un dels receptors va ser el primer crític de cinema a rebre el premi, Roger Ebert (1975), que va treballar al diari des del 1967 fins a la seva mort el 2013. Propietat de la família Marshall Field durant molt de temps, des de la dècada de 1980 la propietat del diari ha canviat de mans diverses vegades, incloses dues a finals de la dècada de 2010.